# 三佛齐
三佛齐（阿拉伯语：سريفيجايا，爪哇语：ꦯꦿꦶꦮꦶꦗꦪ，?—1397年），中国古籍又称室利佛逝、佛逝，在阿拉伯文獻則稱為社婆格或室利佛哲，是公元7世纪中叶在苏门答腊岛代替干陀利国的古国，683年以梵文撰写的格度干武吉碑，是最早的室利佛逝本国记载。室利佛逝无文字，大量出土的碑文皆以梵文撰写。鼎盛时期，其势力范围包括马来半岛和巽他群岛的大部分地区。

## 历史
三佛齐發源於現代苏门答腊岛上的巨港附近，是東南亞印度化古國之一。三佛齐的建國時代不詳，只知道7世紀開始到中國進貢。三佛齐位於馬六甲海峽南端，地理位置優越，成為當時馬來群島的香料貿易中心。經濟力量雄厚，又是當時東南亞佛教的中心，為當時東南亞的強國。
三佛齐強盛後，向外擴張，併吞古國末羅瑜，686年悉莫女王出征爪哇，经过半个世纪征服了爪哇島，势力扩张到現代馬來西亞的吉打州地區，控制了馬六甲海峽的南北端。8世紀中葉，室利佛逝迁都婆罗伽斯，并進一步將其勢力伸入現代泰國的六坤（英文：Ligor）一帶。
同時期，爪哇島上並存著另一由印度人建立的佛教國家—夏連特拉王朝。9世紀中葉，夏連特拉王朝透過婚姻關係，以國王母親是三佛齐公主的名義，繼承了三佛齐的王位。兩個佛教國家合而為一，成為馬六甲海峽的強國，穿行海峽的船隻都必須向它納稅，其勢力影響也遠達錫蘭島及印度東岸。

### 與印度注輦國的戰爭
注輦是當時印度東南海岸的一個泰米尔國家，位於現代印度坦焦爾一帶，2世紀建國，6世紀一度衰落，9世紀又興盛，征服了整個印度東岸地區及錫蘭島，成為印度洋的海上強國。11世紀時，三佛齊仍是東南亞群島的權力中心，但領導地位開始受挑戰。
當時三佛齐控制了馬六甲海峽，三佛齐屬國迦托訶也控制了橫越克拉地峽的通道。注輦與中國的通商受到影響，而注輦的商人也受到三佛齐的攻擊。兩國的矛盾日深。
1017年，注輦國王拉真陀羅(拉金德拉)出兵東征，先攻下了三佛齐的屬國迦托訶，建立了迦托訶傀儡政權。然後南下，直搗三佛齐首都巨港，巨港被佔領。一直打到1024年才回師。1025年，注輦國王拉真陀罗一世突擊三佛齊，巨港與許多大城市都被洗劫。三佛齐雖未滅亡但受重創，之後慢慢恢復。同時高棉人和緬甸人向馬來半島北部的克拉地峽擴張，另一方面，爪哇國騷擾三佛齊東部，三佛齊失去爪哇中部，也無法控制與摩鹿加群島間的香料貿易。
1067年，迦托訶傀儡政權被推翻，注輦國王毗利拉真陀羅再出兵東征，平定迦托訶，恢復傀儡政權。稱霸馬六甲海峽。三佛齐承認了注輦對它的宗主權。一直到13世紀，三佛齐雖然已經衰弱，但還是有一定的經濟實力，而注輦國相較之下更是衰弱。
13世紀起，三佛齊開始衰落。三佛齐于1247年遠征錫蘭島，錫蘭島守軍敗逃。1270年，三佛齐再度遠征錫蘭，被錫蘭攝政王毗羅婆呼（英文：Virabahu）所敗，之後三佛齐國力漸弱，最後14世紀末被馬來群島最後一個印度化國家滿者伯夷王國所併吞。

### 與中國的關係史

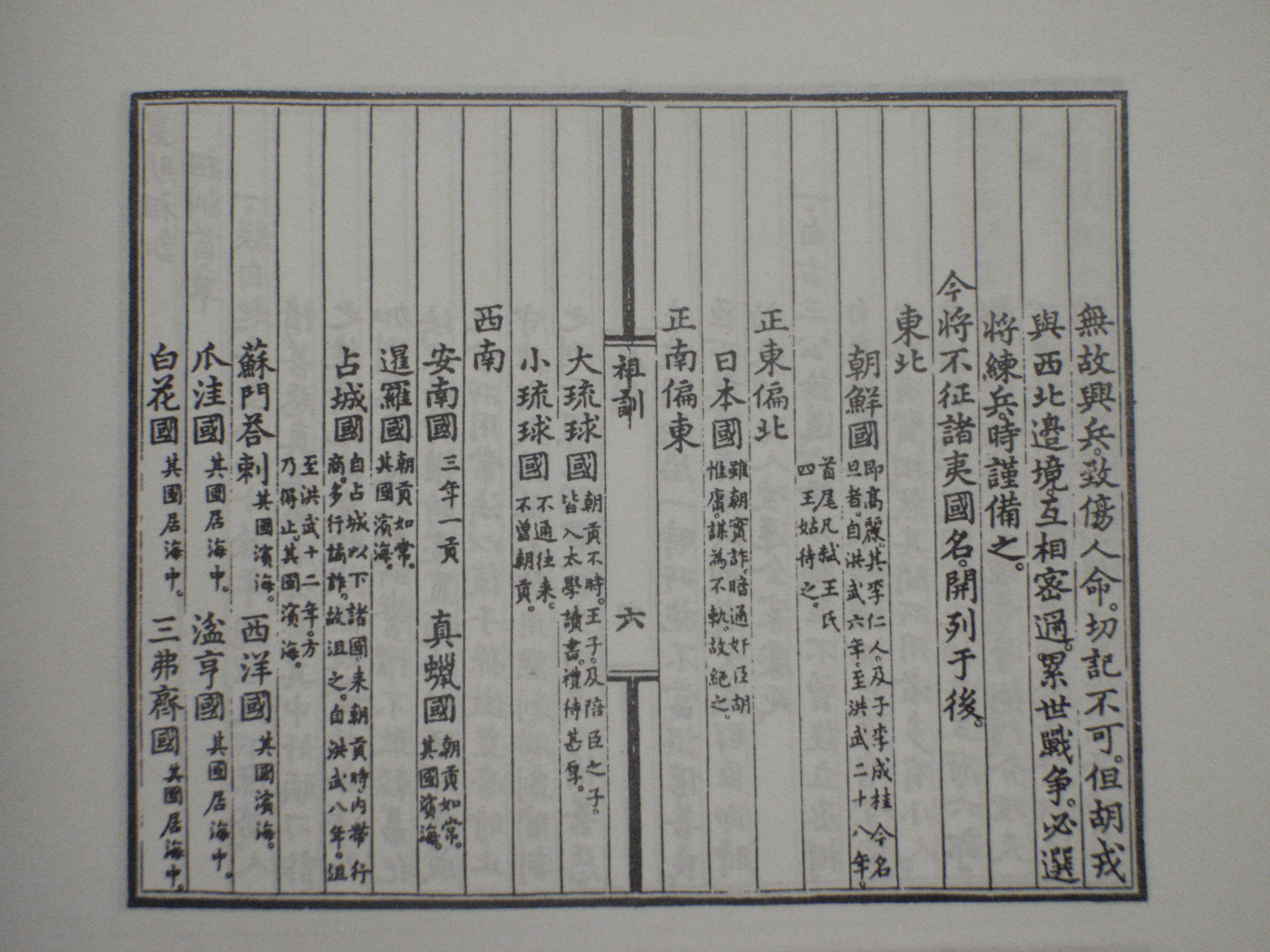
明太祖所編的《皇明祖訓》中的「不征之國」

5世纪－6世纪南北朝（420年－589年）时有干陀利国。梁武帝时，干陀利国王陀利奉表。陀利死后子披邪拔摩继位。7世纪中叶，唐太宗貞觀二十一年（647年），已利鼻国到中国进贡。已利鼻国是三佛齐国最早见于中国历史籍的名字。一說671年唐高僧义净到“佛逝”国取经，是三佛齐存在的最早记录。而唐高宗永徽元年（650年），佛逝国取代干陀利国而兴起。
7世纪末叶唐高宗咸亨二年（671年）高僧义净，到“佛逝”国取经，停留六个月。根据义净所著《大唐西域求法高僧传》记录，到过佛逝国的高僧，还有交州僧人运期、高昌法师彼岸、智岸，晋州善行师者、洛阳智弘法师、荆州江陵无行阐师、襄州襄阳僧人法郎，以及僧人孟怀业、道宏、贞固等。
695年、702年、716年、724年、728年、742年佛逝国多次迁使朝贡。8世纪720年高僧金刚智到过佛逝。10世纪初叶唐昭宗天祐元年（904年）中国文献改称为三佛齐，时以勃林邦（今巨港）为首都。三佛齐是阿拉伯语Zabadj和爪哇语Samboja对音。
在宋代，南洋諸國中，三佛齊是出使中國人數最多的國家，可考的有28次，多在廣州上岸，兩國關係非常密切。宋太祖建隆元年（960年）、二年（961年）三佛齐国王悉利大霞里坛遣使贡方物、三年（962年）三月、三年十二月王室利乌耶遣使贡方物。开宝七年贡象牙、乳香、蔷薇水、万岁枣（棗椰樹與椰棗）、白砂糖等。太平兴国五年（981年）三佛齐王夏池遣使进贡茶龙眉。宋太宗淳化三年（992年）东爪哇国崛起，统一爪哇岛，势力扩展到巴哩岛并和三佛齐国交战，并吞了三佛齐的国都渤林邦；三佛齐迁都占卑。三佛齐-东爪哇战争结果，东爪哇国失败，国王穆罗茶（Dharmvamca）被杀。
11世纪宋真宗咸平六年（1004年）三佛齐国王立佛寺为宋真宗祝寿，宋真宗赐“承天万寿”钟。天禧元年，（1017年），三佛齐国王遣使贡珍珠、象牙。宋仁宗天圣六年（1029年），三佛齐国王室离叠华遣使进贡。宋神宗熙宁十年（1078年）遣使地华伽罗进贡，赐为保顺慕化大将军。11世纪，宋神宗元丰二年（1079年）七月三日三佛齐占卑使群陀毕罗、陀旁亚里来贡方物，宋神宗赐白银一万五百两，封群陀毕罗为宁远将军，陀旁亚里为保顺郎将。宋哲宗元祐三年（1089年）十二月遣使贡方物；元祐五年（1091年）遣使皮袜又贡，皮袜得封为怀远将军。
在11、12世紀之交，許多泉州商人到三佛齊貿易。13世纪初叶，宋代泉州市舶司提举赵汝适于南宋宝庆元年（1225年）著《诸蕃志》有专条详细叙述三佛齐国。当时三佛齐国势力强盛，有十五个属国，其中包括彭亨、吉兰丹、日罗亭、登牙侬、潜迈、兰无里、细兰等。13世纪中叶，三佛齐远征细兰失败，国力渐衰。
14世纪中叶明太祖洪武二年（1369年）明太祖派赵述出使三佛齐，王坦麻沙那阿遣使随赵述进贡。洪武四年（1371年），三佛齐王遣的力马罕亦里麻思奉金字表文朝贡。洪武九年（1376年），坦麻沙那阿死，子麻那者巫里请绍封，获封为三佛齐国王。洪武十年（1377年），遣使进贡黑熊、火鸡、孔雀、鹦鹉、胡椒、肉豆蔻等。
1395年明太祖朱元璋所著的《皇明祖訓》提到三佛齊為15個不征之國之一。

### 新三佛齐国王梁道明
洪武三十年（1397年），爪哇满者伯夷国王灭三佛齐旧王朝，国中大乱；当时旅居三佛齐的华人一千多人拥戴广东南海人梁道明为三佛齐王。梁道明王领兵守卫三佛齐北方疆土，对抗满者伯夷。十年间有几万军民从广东渡海投奔梁道明王。永乐三年（1405年），明成祖派梁道明国王的同乡监察御史谭胜受和千户杨信带敕书前往招安；梁道明国王和臣子郑伯可一同入朝贡方物，留下副手施进卿带领众军民。
永乐五年（1407年），三保太监郑和从非洲回航，经旧港，遭遇海盗陈祖义袭击，施进卿请郑和协助，郑和陈兵大破陈祖义，押回明朝京師南京受戮。同年施进卿派女婿往京朝贡，明成祖昭命施进卿为旧港宣慰使。永乐二十一年（1423年）施进卿卒，子施济孙继位。

## 國力
在7-12世紀，三佛齊在東南亞佔主導地位，蘇門答臘和馬來半島上的許多政權，都向三佛齊稱臣，成為附屬國。三佛齊地理位置得天獨厚，位於蘇門答臘東部的戰略重地，有強大的海陸軍，控制馬六甲海峽與巽他群島之間的制海權，主宰了印度洋到中國的航道，迫使航經船隻停泊和繳稅，掌握南海貿易。附屬國也向三佛齊大量進貢。大批奢侈品，如犀角、象牙、珍珠、香藥都滙集在此，再轉運中國等地。三佛齊利用國際貿易的財富，維持強大海軍，迫使附屬國臣服。11世紀起，附屬國開始參與國際貿易，但沒有影響到三佛齊對乳香、象牙等印度洋商品的壟斷，三佛齊依然強大興盛。

## 风俗
人名多冠以“蒲”（就是现代马来语中的“先生”）。人民擅长水战，因此称雄各国。土地肥沃，人烟稠密，水上架房屋居住。城墙周围长十余里，国王出入乘船，文字用梵文，上章表用汉文。

## 物产
物产有梅花片脑、丁香、檀香、豆蔻。来自大食的有珍珠、貓眼石、琥珀、槟榔、木棉布。外来商贩通行物物交换，多用金、银、瓷器、锦缎、糖、酒等。

## 延伸阅读
[在维基数据编辑]
 《欽定古今圖書集成·方輿彙編·邊裔典·室利佛逝部》，出自陈梦雷《古今圖書集成》
 《欽定古今圖書集成·方輿彙編·邊裔典·三佛齊部》，出自陈梦雷《古今圖書集成》
 《新唐書·卷222下》，出自《新唐書》
 《宋史/卷489》，出自脱脱《宋史》
 《明史卷三百二十四》，出自《明史》